# Schützmeister & Quendt
Schützmeister & Quendt (SQ oder S & Q) war der Name einer im 19. Jahrhundert in Thüringen gegründeten Porzellan- und Puppen-Manufaktur mit Sitz in Boilstädt.

## Geschichte
Das Unternehmen wurde im Jahr 1889 gegründet von Philipp Schützmeister und Wilhelm Quendt und hatte seinen Sitz in der – damaligen – Uelleberstraße 71. Dort wurden nun Puppenköpfe und ganze Puppen aus Biskuitporzellan sowie Gelenk- und Stoffpuppen produziert.
Nach dem Ersten Weltkrieg 1918 wurden Puppenköpfe nur noch für die Puppenhersteller Kämmer & Reinhardt sowie Welsch & Co. gefertigt. Diese Unternehmen gehörten seinerzeit zu der Dachgesellschaft namens Concentra, der auch Schützmeister & Quendt beitrat.
SQ stellte noch bis um das Jahr 1930 Teepüppchen, Porzellanpuppen und Puppenköpfe her.

## Marken und Formnummern
Schützmeister & Quendt ritzte ihre verschlungenen Initialen SQ sowie S & Q erst nach dem Brand in die Porzellanköpfe, gemeinsam mit den Nummern der verwendeten Gussformen. Bisher konnten unter anderem folgende Formnummern gefunden werden: 101, 102, 201, 204, 252, 300, 301 und 1376.